# 早良親王
早良親王（さわらしんのう）は、奈良時代の皇親、僧侶。光仁天皇の皇子で、母は高野新笠。桓武天皇、能登内親王の同母弟。桓武天皇の皇太子に立てられたが、藤原種継の暗殺に関与した罪により廃され、絶食して没した。崇道天皇（すどうてんのう）と追諡されたが、皇位継承をしたことはないため、歴代天皇には数えられていない。

## 経歴

### 前半生
天智天皇の孫・白壁王（後の光仁天皇）と和新笠（後の高野新笠）との間に産まれた。生年は『大鏡』上 師尹裏書、『本朝皇胤紹運録』『一代要記』などに天応元年（781年）の立太子時点で32歳とあることから逆算して天平勝宝2年（750年）の生まれとされることが多い。他方、『東大寺要録』巻4や「大安寺崇道天皇御院八嶋両処記文」（醍醐寺本『諸寺縁起集』所収、以下「両処記文」）などの資料では21歳で受戒し神護景雲2年（768年）または3年に大安寺東院に移り住んだとあることから、山本幸男や長谷部将司は750年より前に生まれたとしている。当時の王族の名は乳母の氏姓にちなむことが多く、早良親王立太子の同年11月19日に無位から外従五位下を授けられている佐和良臣静女が早良親王の乳母であり、その名前も彼女に由来すると考えられている。
早良親王の誕生当時、皇統は天武天皇系で継承されていたことから皇位継承に関わることはないとみられていた上、母方の血筋も下級貴族で官人としての出世も望めなかったため、11歳で東大寺で出家した。東大寺では等定を師として羂索院に住し、前述の通り21歳で受戒し、大安寺東院に移った。宝亀元年（770年）に父の光仁天皇が即位したため、親王禅師と呼ばれるようになる。大安寺に移った後も早良親王は東大寺に深く関与し、良弁の後継者として東大寺や造東大寺司に指令できる指導的な高い地位にいた。

### 立太子
天応元年（781年）4月3日に兄・桓武天皇が即位すると還俗し、翌4日に立太子された。当時、桓武天皇の第1皇子である安殿親王（後の平城天皇）が既に生まれていたにもかかわらず早良親王が立太子された理由を、かつては父・光仁天皇の意向によるものとみる立場が多かったが、異なる説も提唱されている。桓武天皇が崩御した場合に安殿親王が幼帝として即位する事態を回避するため早良が立てられたとみる説や、母親の身分が低かったことから同母弟の早良親王を皇太子にすることで自らの正当性を主張するためという説（瀧浪貞子『桓武天皇』）がある。また、皇太弟にもかかわらず早良親王が妃を迎えたり子をなしたとする記録が存在せず、桓武天皇の要求か早良親王の意思かは不明であるものの、不婚で子孫が存在しなかった（早良の没後に安殿が皇位を継げる）ことも立太子された要因と考えられている。なお、東宮傅は中納言・藤原田麻呂、春宮大夫は右京大夫・大伴家持が兼任し、春宮亮には紀白麻呂が任じられた。
延暦3年（784年）に桓武天皇は藤原種継（田麻呂の甥）を造長岡宮使に任じ、11月11日には長岡宮に移り住んだ。長岡宮跡の朝堂院東南方では「春宮」と墨書された須恵器が出土している。
他方、延暦2年（783年）に藤原田麻呂が死去した後は春宮傅は空席となっていた。さらに春宮大夫の大伴家持は延暦3年（784年）に持節征東将軍に任命されて陸奥国に下向したとみられ、翌延暦4年（785年）8月28日におそらく陸奥国で死去した。藤原種継暗殺事件が起きるのは翌9月、桓武天皇が長岡を離れていたタイミングでのことである。

### 藤原種継暗殺事件
延暦4年（785年）9月23日、前年に正三位・中納言に任じられさらに式部卿を兼務するなど急速な昇進を遂げていた造長岡宮使・藤原種継が暗殺された。『続日本紀』にはこの事件に関し同日条に種継が賊に射られて翌日薨じたこと、24日条に平城京から桓武天皇が還御して大伴継人・大伴竹良ら数十人が捕まり斬罪や流罪に処されたことが記述されるのみで、早良親王の関与や処罰に関する言及はない。
早良親王の行動に関する記述は『日本紀略』に見える。『日本紀略』の光孝天皇以前の部分は六国史からの抄録だが、『続日本紀』完成後に早良親王の関与についての部分が削除されたため、削除以前のものを参照した『日本紀略』のみに記述が残ったものである。『日本紀略』延暦4年9月24日条には「大伴・佐伯両氏に唱えて、以て種継を除くべし」と大伴家持が主張したので皇太子に申し上げて実行したと、大伴継人・佐伯高成らが自白したとある。また28日条にも、彼らが謀議し、皇太子に許しを得て暗殺を実行したという宣命が掲げられている。28日条によれば、太子は即日戌の刻（午後8時ごろ）に乙訓寺に移されて幽閉され、十余日後に宮内卿・石川垣守らが船で淡路に移送しようとしたが、太子は絶食していたため高瀬橋頭（現・大阪府守口市の高瀬神社付近）で死去したという。遺体はそのまま淡路へ運ばれて葬られた。
『西宮記』巻12、『江家次第』巻3などでは崇道天皇（早良親王）の国忌は10月7日とされているが、9月28日から十余日後に死去したとする『日本紀略』の記述に合わない。「両処記文」、『新撰年中行事』、『大鏡』上 師尹裏書、『大安寺年中行事次第法式』に見える10月17日が正確な忌日と考えられる。
また『日本紀略』は早良親王が自発的に絶食し餓死したと伝え、『扶桑略記』延暦16年正月16日条も菅原寺にいた興福寺の善珠が早良親王の使者に「前世の残業が災いを齎しているので、此生は怨みを抱かぬように」と諭したため、親王は忍辱に耐えることにしたとしているが、自ら死を選んだことが事実かについては異説が唱えられている。『水鏡』下巻 桓武天皇条に「供御を止奉り」、前掲「両処記文」に「水漿を通ぜず」とあることから、桓武天皇が、意図的に飲食物を与えないで餓死させることで直接手を下さずに処刑したとする説である。『日本紀略』には伊予親王の変に際し、伊予親王・藤原吉子を幽閉して飲食を止めたとの記述があることも傍証として挙げられている。
また、種継暗殺に早良親王が実際に関与していたかどうかも不明である。北山茂夫は大伴家持の死に危機感を覚えた大伴継人らが突発的に権臣・種継を暗殺したもので、安殿親王擁立のために桓武天皇と側近が早良親王の謀叛とすることでその排除に利用したという説を示している。他方、東大寺の開山である良弁が死の間際に、当時僧侶として東大寺にいた親王禅師（早良親王）に後事を託したとされること（『東大寺華厳別供縁起』）、また東大寺が親王の還俗後も寺の大事に関しては必ず親王に相談してから行っていたこと（実忠『東大寺権別当実忠二十九ヶ条』）などが伝えられている。桓武天皇は道鏡事件での僧侶の政治進出の大きさに、弊害と、その原因として全般にまつわる奈良寺院の腐敗があると問題視していた。種継が中心として行っていた長岡京造営の目的の一つには、東大寺や大安寺などの奈良寺院の影響力排除があった。桓武天皇は種継暗殺事件の背後に奈良寺院の反対勢力を見た。それらとつながりが深く、平城京の寺の中心軸の東大寺の組織の指導者で、奈良仏教界でも最高位にいた早良親王の責任を問い、これらに対して牽制と統制のために、遷都の阻止を目的として種継暗殺を企てたとの疑いをかけ、事実上の処刑に及んだとする。一方で、早良親王主導による東大寺の修繕事業に関わった技術者や職人が長岡京の造営事業に転用されており、少なくても遷都事業を推進する立場に立っていたとする反論があり、桓武天皇と藤原乙牟漏の子である第一皇子・安殿親王の成長につれて、親王周辺の人々が、天皇や種継（乙牟漏の従兄）が皇太子の交替を画策しているのではないかと疑念を抱いたことが原因とする説もある（ただし、天皇や種継が実際に廃太子を画策していたかは不明）。早良親王が濡れ衣であったかについても、留守官であるにもかかわらず東宮官人から謀反人を出した以上は無罪ではないとする中川久仁子の説や、高官の暗殺犯を検挙すべき立場の早良親王に無断で種継暗殺が実行されたとは考えられない以上、親王の認可があったのは事実とみる関根淳の説もある。

### 怨霊として

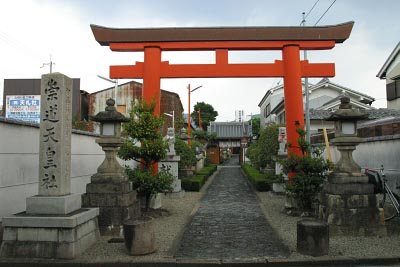
早良親王を祀った崇道天皇社（奈良市西紀寺町）

延暦4年（785年）10月8日、桓武天皇は早良親王の廃太子を天智天皇陵、志貴皇子陵、光仁天皇陵に報告し、11月25日に安殿親王を皇太子に立てた。延暦7年（788年）以降、安殿親王の発病や、桓武天皇妃藤原旅子・藤原乙牟漏・坂上又子の病死、桓武天皇・早良親王生母の高野新笠の病死、疫病の流行、飢饉などが相次ぎ、それらは神祇官の卜占により早良親王の祟りであるとされ、延暦11年（792年）に早良親王に守冢1烟が充てられた。
また前述のように生前の親王に怨みを抱かないよう提言したという興福寺の善珠が修法を行い、親王の怒りを鎮め安殿親王の病気を平癒させたとして延暦16年（797年）に僧正の位を与えられている。
その後も延暦16年（797年）5月20日に僧2人を淡路国に派遣し親王の霊に謝したり、延暦18年（799年）2月15日に春宮亮・大伴是成と伝燈大法師・泰信を淡路国に派遣し謝したりするなど鎮魂の儀式が行われた。
延暦19年（800年）7月23日、早良親王は崇道天皇と追称され墓は山陵とされた上、春宮亮・大伴是成が陰陽師や僧らとともに山陵へ派遣されて陳謝し、淡路国津名郡2烟を墓守とした。なおこの時同時に追尊・慰霊が行われたのが井上内親王である。延暦23年（804年）末から健康状態が悪化した桓武天皇は親王の鎮魂にますます力を入れ、延暦24年（805年）4月には諸国に崇道天皇のために小倉を作らせて正税40束を納めさせ、改葬崇道天皇司を任命して親王の大和国への改葬を進めさせている。その場所は奈良市八島町の崇道天皇陵に比定されている。延暦25年（806年）に危篤となった桓武天皇は3月17日に大伴家持・大伴継人・紀白麻呂といった種継暗殺事件関係者の復位を行い、崇道天皇のために諸国の国分寺僧が春秋二仲月（2月・9月）の7日間金剛般若経を読むことを命じると、同日崩御した。5月18日に安殿親王が即位して平城天皇となると、その年の冬に早良親王のために八嶋寺を創建している。平城天皇から譲位を受けた嵯峨天皇も病気になると早良親王の祟りをおそれ、大同5年（810年）7月27日には早良親王のために僧侶100人を得度させ、29日に法華経の書写をさせている。

## 陵墓・祭祀

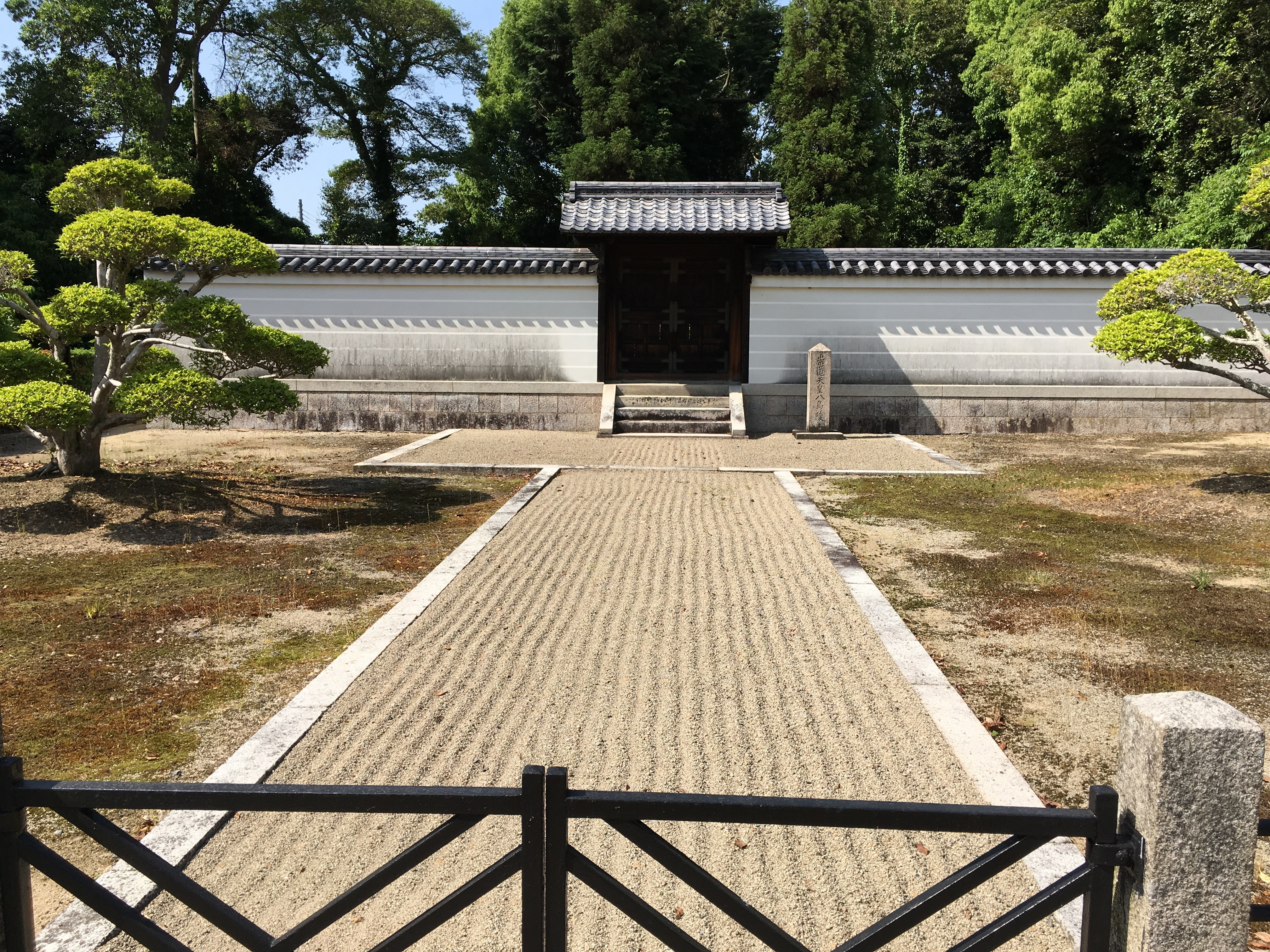
早良親王の陵墓、八嶋陵

早良親王は当初淡路国に葬られたが、その場所は明らかとなっていない。守戸が置かれたのが津名郡であることから同郡内であるとみられているが、伝承地には以下の2箇所がある。
- 高島の森（淡路市下河合、北緯34度27分39.9秒 東経134度51分26.1秒 / 北緯34.461083度 東経134.857250度） - 元禄元年（1688年）の碧湛『淡国通記』は廃帝（淳仁天皇）陵であるという口碑を載せているが、享保15年（1730年）の仲野安雄『淡路常磐草』では淳仁天皇陵は三原郡にあるとされることからここを崇道天皇陵としている。近世の地誌や近代の書籍でもここを崇道天皇陵とするものが多いが、口碑にもとづく淳仁天皇陵であるという説との論争があった[39]。
- 天王の森（淡路市仁井、北緯34度31分36.5秒 東経134度56分45.1秒 / 北緯34.526806度 東経134.945861度） - 早良親王の陵との口碑があることから、明治31年（1898年）に仁井村の住人らが宮内省に遺跡の発掘してほしいと願い出ている[40]。

大和国に改葬された後の山陵は八嶋陵と呼ばれ、延喜諸陵寮式によれば所在地は添上郡で、兆域は東西5町南北4町、守戸は2烟。江戸時代に現在の八嶋陵が治定された。
また、この近くには親王を祀る社である嶋田神社があり、さらに北に数km離れた奈良町にある崇道天皇社、御霊神社などでも親王は祭神として祀られている。近辺にも親王を祀る寺社が点在しているほか、京の鬼門に位置する高野村（現：左京区上高野）には、京都で唯一早良親王のみを祭神とする崇道神社がある。
東大寺では毎年二月堂修二会のおり神名帳を奉読し法会の加護を願い、最終段で十一柱の「御霊」の名前を読み上げられるがその冒頭には八嶋ノ御霊と記され早良親王の怨念を慰めている。
『権記』長保3年（1001年）3月18日条には崇道天皇の大安寺御在所、同年5月19日条にも大安寺東院の崇道天皇廟という言葉が見え、両者は同じ施設とみられ、11世紀には大安寺にも早良親王の慰霊施設があったとみられる。